# جوان مارش (ممثلة)
جوان مارش (بالإنجليزية: Joan Marsh)‏ هي ممثلة أمريكية، ولدت في 10 يوليو 1913 في الولايات المتحدة، وتوفيت بنفس المكان في 10 أغسطس 2000 بسبب مرض.

## أعمال

### أفلام
- (1918) السند
- (1930) كل شيء هادىء على الجبهة الغربية[4]
- (1935) آنا كارنينا

## وصلات خارجية
- جوان مارش على موقع IMDb (الإنجليزية)
- جوان مارش على موقع ألو سيني (الفرنسية)
- جوان مارش على موقع أول موفي (الإنجليزية)
- جوان مارش على موقع قاعدة بيانات برودواي على الإنترنت (الإنجليزية)
- جوان مارش على موقع قاعدة بيانات الأفلام السويدية (السويدية)
- جوان مارش على موقع إن إن دي بي (الإنجليزية)
- جوان مارش على موقع قاعدة بيانات الفيلم (الإنجليزية)
- جوان مارش على موقع كينوبويسك (الروسية)